# Korektor

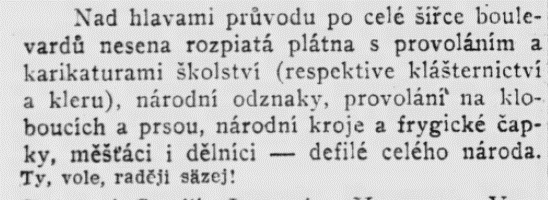
„Ty, vole, raději säzej!“ — sazečský vtípek v časopise Čas z 20. srpna 1911, který nepozorný korektor propustil do tisku

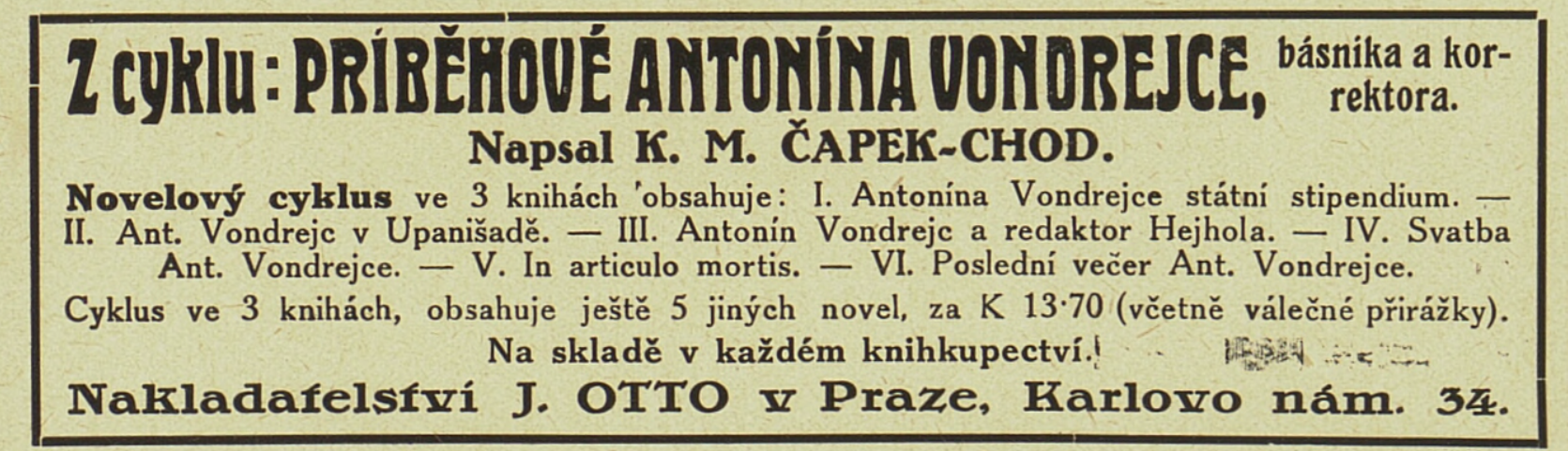
Inzerát na knihu z cyklu Příběhové Antonína Vondrejce, básníka a korektora

Korektor je člověk, který má v redakcích novin nebo i ve vydavatelských domech na starosti opravy gramatických, pravopisných či stylistických chyb v článcích nebo knihách, které napsal jiný autor. Současně musí korektor hledět nejen na pravopis nebo stylistiku, ale i na nesrovnalosti výtisku sazby a rukopisu a také na odbornou stránku daného textu, čili jsou-li všechna cizí slova a použité technické výrazy použity správně. Kompletní jazyková korektura zahrnuje opravu lexikálních, morfologických a syntaktických chyb.

## Etymologie slova
Slovo korektor pochází z latinského corriegere, což v podstatě znamená opravovat; odtud je odvozeno i slovo korektura, což znamená oprava zjištěných chyb, nepřesností a nesrovnalostí.

## Osoba korektora
Primární a nezbytnou vlastností korektora je perfektní znalost daného jazyka, ve kterém je text psán. Mezi další vlastnosti, který dobrý korektor potřebuje, je vzdělanost. Musí být vzdělán natolik, aby byl schopen autora textu případně upozornit, zda vedle gramatické správnosti dodržuje také daný styl a používá přiměřenou terminologii. Stylistická úprava textu obnáší standardizaci neobvyklých větných vazeb, sjednocení nejednotně použitých jazykových prostředků v celém textu, úpravu slovosledu, předložkových vazeb, eliminace významově nadbytečných slov a tvarů (pleonazmů) apod. Jinou stylistickou formou bude psán beletristický román a jinou formou odborný článek. Stejně tak musí korektor brát zřetel na termíny, které mohou být pro běžného čtenáře, jemuž je text určen, matoucí. Mimo jiné musí kvalitní korektor umět také porozumět logice sdělení. Musí dokázat porozumět obsahu textu, přestože jej autor formuloval chybně a text nedává smysl – ať již autor textu použil nevhodnou stavbu věty či chybný výraz.

## Typy korektur
- Typografická korektura – kontrola jednoznaků, mezer a pomlček (pomlčka x divis), kontrola zarovnání (do bloku, na praporek atd...), kontrola uvozovek aj.
- Základní jazyková korektura – kontrola pravopisu a gramatiky, včetně oprav překlepů a interpunkce, a současně základní stylistická úprava.
- Stylistická korektura – kromě kontroly pravopisu a gramatiky zahrnuje i rozsáhlejší stylistické úpravy.
- Odborná korektura – kontrola odborného textu (např. odborného překladu) z hlediska použití odborných termínů a účelu použití textu.
- Technická korektura – u textů určených k publikování. Kontrola řazení stránek, úplnosti příloh, čitelnosti textu, řazení kapitol apod.
- Předtisková korektura – u textů určených k publikování. Poslední kontrola před tiskem nebo zveřejněním na webové stránce, při které se odstraňují typografické chyby po technické přípravě tisku (chybné dělení slov na konci řádků, špatně vložené obrázky apod.)

## Softwarový korektor
Pojmem korektor lze označit také software, který je určen pro opravu chyb (stejně jako u lidského korektora: pravopisných, gramatických i stylistických).

## Způsoby korekce
V dřívějších dobách se korekce prováděla často pomocí porovnávání daného textu a rukopisu. Také se využívala forma náslechová. V tomto případě jeden korektor text četl, případně byl využíván diktafon a korektor prováděl opravu. Tyto formy se v současné době již prakticky neprovádí, jelikož většina autorů využívá ke své práci počítač a text je tak automaticky převeden do tiskové podoby na počítači. Korektoři při tom používají nejčastěji specifické korektorské značky, kterým se učí již během studia, případně si mohou vytvořit svůj vlastní systém.